# Стречньянский Град
Стречньянский Град (словац. Strečniansky hrad) — замок в деревне Стречно неподалёку от Жилины в северо-западной Словакии. Входит в список национальных памятников культуры Словакии.

## История

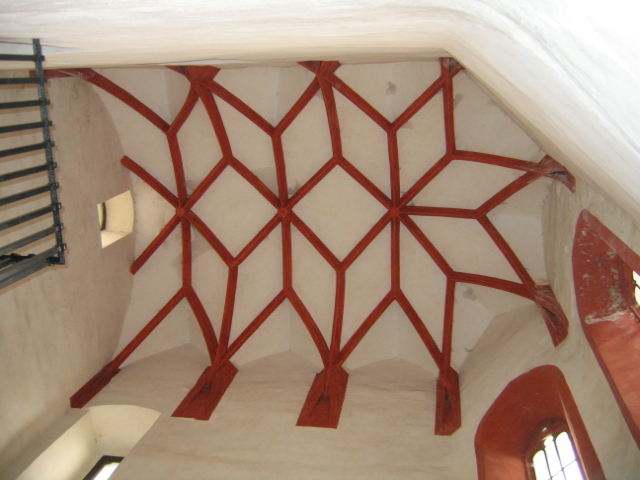
Часовня.

Замок возник в конце XIII или начале XIV века. По легенде, его построил Матуш Чак. До середины XV века был королевским, потом принадлежал многим владельцам. В XVII веке войска Леопольда I взяли замок, который принадлежал мятежному Тёкёли штурмом и разрушили стены. В 1990-х замок был отреставрирован и открыт для широкой общественности.